# Pic de Tristaina
El Pic de Tristaina és un pic andorrà de 2.878 m. situat entre la Parròquia d'Ordino, al nord del país, i les comunes franceses d'Ausat i Lercol, a l'Arieja. Es troba entre els ports de Tristaina, al sud-oest i el d'Arbella, al sud-est, cim culminant de la serra de Tristaina, fronterer amb la vall de Pradièras. El cim domina els tres estanys de Tristaina i, a l'altra banda de la vall, l'estacio d'esquí d'Ordino-Arcalís.
Aquest cim està inclòs al llistat dels 100 cims de la FEEC

## Accessos
Pujant des d'El Serrat per la carretera CG-3 s'arriba a l'aparcament de La Coma, a la zona alta de l'estació d'esquí. Un camí ben indicat mena fins als estanys i, d'aquests, fins al cim.
Des de França, cal caminar des del Pantà de l'Estany d'Izourt, seguir fins al refugi d'Estany Fourcat i fer cim des del Port d'Arbella.